# Xét nghiệm sinh học

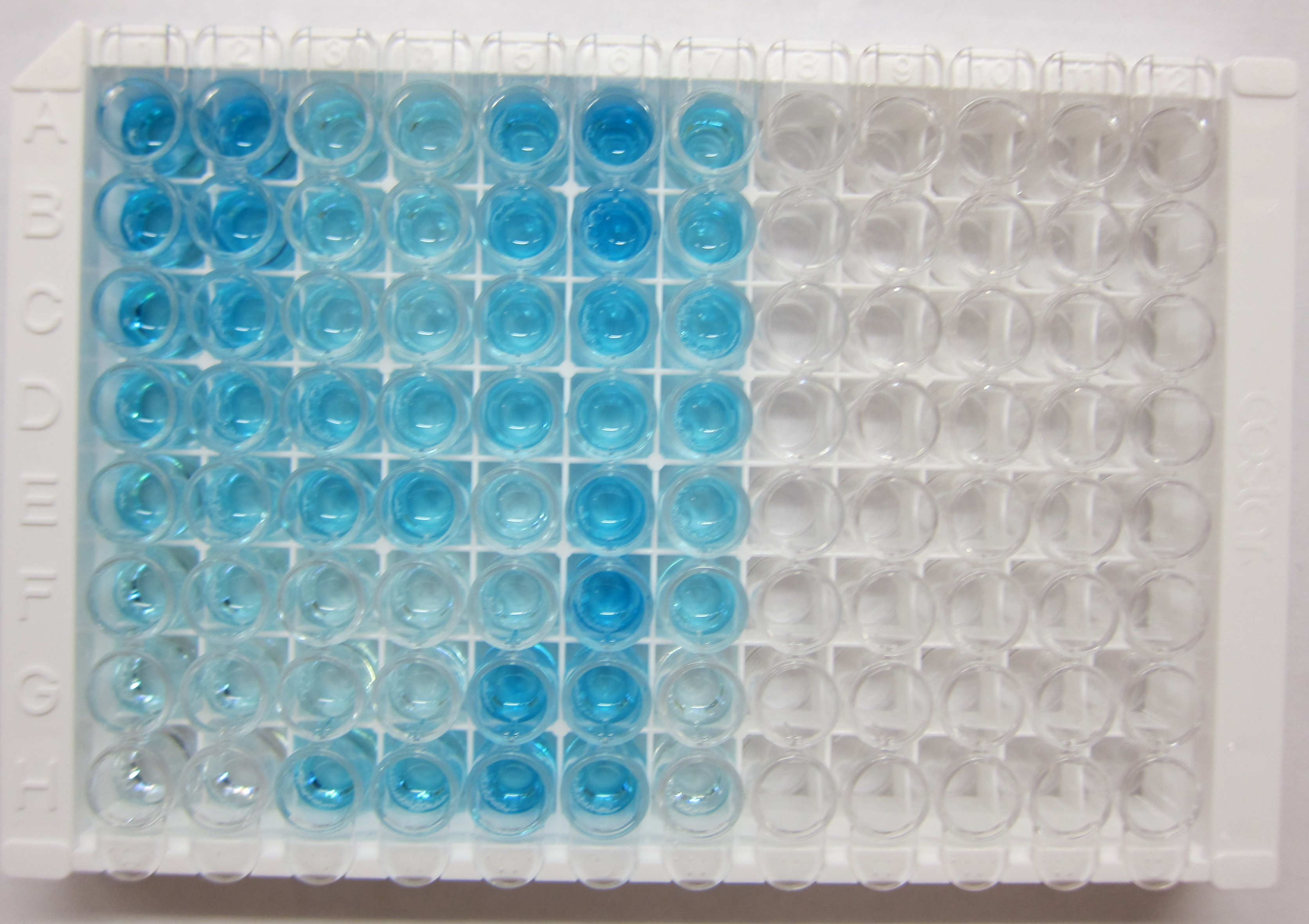
Hình ảnh tấm ELISA với nhiều mức cortisol khác nhau

Xét nghiệm sinh học là một phương pháp phân tích để xác định nồng độ hoặc hiệu lực của một chất bằng cách thử tác động của nó lên các tế bào hoặc mô sống. Thử nghiệm sinh học là các thử nghiệm sinh học định lượng được sử dụng để ước tính hiệu lực của các tác nhân bằng cách quan sát tác động của chúng lên động vật sống (invivo) hoặc hệ thống nuôi cấy mô/tế bào (invitro).
Thử nghiệm xét nghiệm sinh học có thể là định tính hoặc định lượng, trực tiếp hoặc gián tiếp. Nếu phản ứng đo được là nhị phân, xét nghiệm là định tính, nếu không, nó là định lượng.
Thử nghiệm sinh học được sử dụng để phát hiện các mối nguy sinh học hoặc đưa ra đánh giá chất lượng của hỗn hợp. Xét nghiệm sinh học thường được sử dụng để giám sát chất lượng nước và nước xả thải và tác động của nó đến môi trường xung quanh.  Nó cũng được sử dụng để đánh giá tác động môi trường và an toàn của các công nghệ và phương tiện mới. 

## Nguyên tắc
Thử nghiệm sinh học là một thử nghiệm sinh hóa để ước tính hiệu lực tương đối của hợp chất mẫu với hợp chất chuẩn. Thử nghiệm sinh học điển hình bao gồm một kích thích (ví dụ: ma túy) được áp dụng cho một đối tượng (ví dụ: động vật, mô, thực vật) và phản ứng (ví dụ: cái chết) của đối tượng được kích thích và đo lường. Cường độ của kích thích thay đổi theo liều lượng và tùy thuộc vào cường độ của kích thích này, một thay đổi / đáp ứng sẽ được tạo ra bởi chủ thể..

## Lịch sử
Những ứng dụng đầu tiên của xét nghiệm sinh học bắt nguồn từ đầu thế kỷ 19, khi nền tảng của xét nghiệm sinh học được đặt ra bởi một bác sĩ người Đức, Paul Ehrlich.  Ông đưa ra khái niệm tiêu chuẩn hóa bằng các phản ứng của vật chất sống. Thử nghiệm sinh học của ông về thuốc kháng độc tố bạch hầu là thử nghiệm sinh học đầu tiên được công nhận. Việc sử dụng xét nghiệm sinh học của ông đã có thể phát hiện ra rằng việc sử dụng liều lượng tăng dần thuốc chữa bệnh bạch hầu ở động vật đã kích thích sản xuất kháng huyết thanh.
Nhiều thử nghiệm sinh học ban đầu bao gồm việc sử dụng động vật để kiểm tra khả năng gây ung thư của hóa chất. Một ví dụ nổi tiếng là thí nghiệm "chim hoàng yến trong mỏ than". Để kiểm tra mêtan, các thợ mỏ sẽ đưa những con chim hoàng yến nhạy cảm với mêtan đến các mỏ than để đảm bảo không khí an toàn. Năm 1915, Yamaigiwa Katsusaburo và Koichi Ichikawa đã thử nghiệm khả năng gây ung thư của nhựa than đá bằng cách sử dụng bề mặt bên trong tai thỏ.
Trong những năm 1940 và 1960, xét nghiệm sinh học động vật chủ yếu được sử dụng để kiểm tra tính độc hại và an toàn của thuốc, phụ gia thực phẩm và thuốc trừ sâu.
Vào cuối những năm 1960 và 1970, sự phụ thuộc vào xét nghiệm sinh học tăng lên khi mối quan tâm của công chúng đối với các hiểm họa nghề nghiệp và môi trường tăng lên. Trong khi trước nguy cơ về sức khỏe ở các thử nghiệm một số hóa chất như thuốc trừ sâu được thực hiện động vật vẫn còn rất hiếm và việc thử nghiệm không được thường xuyên.

## Phân loại

### Thử nghiệm trực tiếp
Kích thích / tiêu chuẩn đủ tạo ra phản ứng cụ thể và đo lường được. Phản hồi phải rõ ràng, dễ nhận biết và được đo lường trực tiếp.

### Thử nghiệm gián tiếp dựa trên phản ứng định lượng
Mối quan hệ giữa liều lượng và đáp ứng được xác định đầu tiên. Sau đó, liều lượng tương ứng với một phản ứng nhất định thu được từ mối quan hệ đối với từng chế phẩm riêng biệt.

### Thử nghiệm gián tiếp dựa trên phản ứng lượng tử
Thử nghiệm liên quan đến phản ứng 'tất cả hoặc không' (ví dụ: sống hoặc chết). Phản hồi được tạo ra bởi hiệu ứng ngưỡng.

## Ví dụ

### ELISA(Xét nghiệm hấp thụ miễn dịch liên kết với enzym)
- phương pháp phân tích định lượng đo độ hấp thụ sự thay đổi màu sắc từ phản ứng kháng nguyên-kháng thể (ví dụ: Trực tiếp, gián tiếp, xen vào, cạnh tranh). ELISA được sử dụng để đo nhiều chất khác nhau trong cơ thể con người từ mức cortisol đối với căng thẳng đến mức glucose đối với bệnh tiểu đường.

### Thử thai tại nhà
Thử thai tại nhà bao gồm ELISA để phát hiện sự gia tăng của gonadotropin màng đệm ở người (hCG) trong thai kỳ.

### Kiểm tra hiv
Xét nghiệm HIV cũng sử dụng ELISA gián tiếp để phát hiện kháng thể HIV do nhiễm trùng.